# Challenger de Brest 2022
El torneo Brest Challenger 2022 fue un torneo de tenis perteneció al ATP Challenger Tour 2022 en la categoría Challenger 90. Se trató de la 7ª edición; el torneo tuvo lugar en la ciudad de Brest (Francia), desde el 24 de octubre hasta el 30 de octubre de 2022 sobre pista dura bajo techo.

## Jugadores participantes del cuadro de individuales
| Favorito | País                        | Jugador              | Rank1 | Posición en el torneo |
| -------- | --------------------------- | -------------------- | ----- | --------------------- |
| 1        | Bandera de Francia          | Benjamin Bonzi       | 63    | Segunda ronda, retiro |
| 2        | Bandera de Portugal         | Nuno Borges          | 94    | Segunda ronda         |
| 3        | Bandera de Francia          | Grégoire Barrère     | 111   | CAMPEÓN               |
| 4        | Bandera de Francia          | Hugo Grenier         | 116   | Primera ronda         |
| 5        | Bandera de los Países Bajos | Jelle Sels           | 140   | Cuartos de final      |
| 6        | Bandera de Italia           | Matteo Arnaldi       | 141   | Segunda ronda         |
| 7        | Bandera de Francia          | Geoffrey Blancaneaux | 147   | Cuartos de final      |
| 8        | Bandera de Francia          | Manuel Guinard       | 148   | Cuartos de final      |

- 1 Se ha tomado en cuenta el ranking del 17 de octubre de 2022.

### Otros participantes
Los siguientes jugadores recibieron una invitación (wild card), por lo tanto ingresan directamente al cuadro principal (WC):
- Gabriel Debru
- Titouan Droguet
- Arthur Fils

Los siguientes jugadores ingresan al cuadro principal tras disputar el cuadro clasificatorio (Q):
- Duje Ajduković
- Mathias Bourgue
- Kenny de Schepper
- Evgeny Donskoy
- Sascha Gueymard Wayenburg
- Tristan Lamasine

## Campeones

### Individual Masculino
- Grégoire Barrère derrotó en la final a  Luca Van Assche, 6–3, 6–3

### Dobles Masculino
- Viktor Durasovic /  Otto Virtanen derrotaron en la final a  Filip Bergevi /  Petros Tsitsipas, 6–4, 6–4